# Le Fabricant de Jouets (épisode de Doctor Who)
 (mai 2025).
Motif : Aucune source secondaire véritable
- Archive Wikiwix
- Bing
- Cairn
- DuckDuckGo
- E. Universalis
- Gallica
- Google
- G. Books
- G. News
- G. Scholar
- Persée
- Qwant
- (zh) Baidu
- (ru) Yandex
- (wd) trouver des œuvres sur Wikidata

| 1. | Préciser le motif de la pose du bandeau. | Précisez le motif de la pose du bandeau en utilisant la syntaxe suivante : {{admissibilité à vérifier\|date=juin 2025\|motif=remplacez ce texte par le motif}}                                                      |
| 2. | Informer les utilisateurs concernés.     | Pensez à avertir le créateur de l'article, par exemple, en insérant le code ci-dessous sur sa page de discussion : {{subst:avertissement admissibilité à vérifier\|Le Fabricant de Jouets (épisode de Doctor Who)}} |

Le Fabricant de Jouets (The Giggle) est le dernier des trois épisodes spéciaux diffusés du 25 novembre 2023 au 9 décembre 2023 à l'occasion des 60 ans de la série télévisée britannique Doctor Who diffusé le 9 décembre 2023 sur BBC One et Disney+.
Cet épisode marque la dernière aventure à l'écran du Quatorzième Docteur et de Donna Noble, le retour du Fabricant de Jouets interprété par Neil Patrick Harris, et la première apparition télévisée de Ncuti Gatwa dans le rôle du Quinzième Docteur.

## Distribution
- David Tennant (VFB : David Manet): Quatorzième Docteur
- Catherine Tate (VFB : Monia Douieb): Donna Noble
- Neil Patrick Harris (VFB : Philippe Allard): Le Fabricant de Jouets
- Ncuti Gatwa (VFB : Maxime Van Santfoort): Quinzième Docteur
- Jemma Redgrave (VFB : Stéphane Excoffier): Kate Lethbridge-Stewart
- Ruth Madeley (VFB : Maya Boelpaepe): Shirley Anne Bingham
- Bonnie Langford (VFB : Léonce Wapelhorst): Mel Bush
- Charlie de Melo : Charles Banerjee
- John Mackay : John Logie Baird
- Alexander Devrient (VFB : David Macaluso): Colonel Christofer Ibrahim
- Tim Hudson: Edward Lawn Bridges
- Yasmin Finney (VFB : Ludivine Deworst): Rose Temple-Noble
- Jacqueline King (VFB : Ioanna Gkizas): Sylvia Noble
- Karl Collins (VFB : Nicolas Matthys): Shaun Temple
- Lachele Carl: Trinity Wells
- Aidan Cook (corps) / Nicholas Briggs (voix) (VFB : Eddy Mathieu) : Le Vlinx
- Leigh Lothian: Voix de Stooky Sue
- William Hartnell : Premier Docteur (images d'archives)
- Michael Gough : Le Fabricant de Jouets (images d'archives)

### Doublage[2]
- Studio de doublage: Dubbing Brothers Belgique
- Directeur artistique: David Macaluso
- Adaptation des dialogues: François Dubuc

## Accroche
Le ricanement d'une mystérieuse marionnette rend la race humaine folle. Lorsque le Docteur découvre le retour du terrifiant Fabricant de Jouets, il est confronté à un combat qu'il ne pourra jamais gagner.

## Résumé
Le Docteur et Donna sont emmenés par UNIT dans leur QG, car la population mondiale est devenue inexplicablement violente. Le Docteur retrouve Shirley, la cheffe de UNIT Kate Lethbridge-Stewart, et une ancienne compagne et amie Melanie Bush. Le Docteur détermine que la cause de la violence est le rire d'un film avec Stooky Bill en 1925, que John Logie Baird avait enregistré pour montrer son invention, la télévision.
Le Docteur et Donna se rendent en 1925 et découvrent que le Fabricant de Jouets avait vendu Stooky Bill à l'assistant de John Logie Baird. Le Fabricant de Jouets les piège tous les deux dans son domaine et révèle qu'il a transmis le signal pour faire de l'humanité un jeu de débat sans fin, en rendant les humains agressivement convaincus de l'exactitude absolue de toutes leurs croyances. Bloqués dans son monde, le Docteur et Donna font face à un spectacle de marionnettes manipulées par le Fabricant de Jouets qui raconte les pertes du Docteur depuis ses adieux avec Donna : la mort d'Amy Pond à cause des Anges Pleureurs, la mort de Clara Oswald à cause d'un Corbeau, la mort de Bill Potts transformé en Cyberman à cause du Maître et de Missy, ainsi que la destruction d'une partie de l'univers par le Flux à cause de la Division. Le Docteur et le Fabricant de Jouets jouent à un jeu de cartes, que ce dernier gagne. Cependant, le Docteur déclare que puisqu'il avait remporté le jeu lors de leur précédente rencontre, ils sont à match nul. Le Fabricant de Jouets décide d'avoir un ultime face à face avec le Docteur et se transporte en 2023, avec le Docteur et Donna à sa poursuite.
Le Fabricant de Jouets attaque UNIT avant de prendre le contrôle du rayon galvanique. Il part du principe que comme il a fait face à différents Docteurs pour chaque jeu, il fera face à une autre incarnation du Docteur pour ce dernier jeu et utilise le rayon galvanique pour blesser mortellement le Docteur, déclenchant sa régénération. Cependant, à la surprise de tout le monde, le Docteur se divise en deux via la "Bi-génération". Les Quatorzième et Quinzième Docteur défient le Fabricant de Jouets à un jeu basique de balle. Les Docteurs sortent victorieux et le Fabricant de Jouets est banni de l'existence. Alors que tout le monde part, une main inconnue ramasse la dent en or du Fabricant de Jouets dans laquelle se trouve le Maître
À bord du TARDIS, le Quinzième Docteur conseille à son prédécesseur de se remettre des traumatismes que ses incarnations passées ont accumulées à travers leurs vies. Donna suggère au Quatorzième Docteur que son ancien visage est revenu parce qu'il est épuisé émotionnellement et a inconsciemment reconnu ce besoin. Elle l'invite à envisager de se retirer de ses voyages et de rester avec elle et sa famille, mais il hésite à laisser le TARDIS derrière. Le Quinzième Docteur, réalisant que les règles du jeu du Fabricant de Jouets s'appliquent toujours, utilise un maillet sur le TARDIS pour le dédoubler et le donne au Quatorzième Docteur. Le Quinzième Docteur retourne dans son TARDIS et part après un adieu joyeux. Le Quatorzième Docteur s'installe avec Donna et sa famille, tandis que le Quinzième Docteur parcourt l'univers à la place de son prédécesseur.

## Continuité
- Lorsque UNIT transporte le TARDIS via un hélicoptère, cela fait référence à l'épisode Le Jour du Docteur (2013) pour les 50 ans de la série.
- Kate mentionne que UNIT a combattu de nombreuses créatures comme des Yétis dans The Invasion (1968), des clones dans Le Jour du Docteur (2013) représenté par les Zygons, des robots dans Robot (1974) ou encore des insectes dans The Green Death (1973).
- Le Docteur revoit Mel Bush, déjà réapparue dans Le Pouvoir du Docteur (2022,) qui était une compagne du Sixième et du Septième Docteur.
- Dans les quartiers de UNIT, une journaliste du nom de Trinity Wells est montrée, journaliste souvent apparue au cours de l'ère du Neuvième et du Dixième Docteur.
- Shirley mentionne le réseau Archange, réseau utilisé par Harold Saxon pour hypnotiser tout le monde afin de voter pour lui en tant que Premier Ministre dans Que tapent les tambours et Le Dernier Seigneur du temps (2007).
- Le Docteur donne son autorisation à Kate pour qu'ils puissent atomiser le satellite, rappelant que le Docteur est le Président de la Terre en cas d'extrême urgence comme mentionné pour la première fois dans Mort au paradis (2014).
- Mel mentionne Sabalom Glitz, voyageur avec qui elle est restée après avoir quitté le Septième Docteur dans Dragonfire (1987), et explique que Kate lui a offert un poste comme montré dans Le Pouvoir du Docteur (2022).
- Quand Donna demande au Docteur pourquoi il n'a jamais parlé de Mel, cela fait référence à l'épisode L'École des retrouvailles (2006) où Rose demande au Docteur pourquoi il n'a jamais parlé de Sarah Jane alors qu'ils semblaient très proche. Chose qui as changé vis-à-vis de Martha Jones que le Dixième Docteur mentionne souvent avec Donna comme expliqué dans A.T.M.O.S., première partie (2008)
- Dans le magasin du Fabricant de Jouets, ce dernier explique que la dernière balle était en l'an 5 milliards, faisant référence à l'épisode La Fin du monde (2005) où le Neuvième Docteur avait emmené Rose Tyler à la fin de la Terre sur la Plateforme Une.
- Des flashbacks en couleur de l'épisode The Celestial Toymaker (1966) sont montrés avec des images du Premier Docteur interprété par William Hartnell et de la première version du Fabricant de Jouets interprété par Michael Gough.
- Dans la dimension du Fabricant de Jouets, Donna mentionne les Oods, vues dans Le Chant des Oods (2008), Davros vue dans La Terre volée / La Fin du voyage (2008) et aussi les Adiposes vues dans Le Retour de Donna Noble (2008). Elle mentionne aussi la Bombe de Réalité créé par les Daleks dans La Terre volée et La Fin du voyage (2008).
- Le Docteur se remémore quand il était jeune quand il a vaincu le Fabricant de Jouets en gagnant la partie dans The Celestial Toymaker (1966).
- Lorsqu'il mentionne la superstition avec le sel à la lisière de l'univers, cela fait référence aux évènements de l'épisode précédent Aux Confins de l'Univers (2023).
- Il se demande également s'il arrivera à sauver Donna cette fois, comme elle est passée à deux doigts de la mort dans La Créature Stellaire (2023) à cause de la Métacrise et dans Aux Confins de l'Univers (2023) quand le Docteur l'a confondu avec sa copie.
- Donna mentionne son père, apparu uniquement dans Le Mariage de Noël (2006) et mentionné par le Dixième Docteur dans La Prophétie de Noël (2010) au mariage de Donna.
- Lors d'un spectacle de marionnette par le Fabricant de Jouets, ce dernier parle d'Amy Pond et de sa mort à cause d'un Ange Pleureur dans Les Anges prennent Manhattan (2012) que le Docteur rectifie en disant qu'elle est morte de vieillesse. Il parle ensuite de Clara Oswald tué par un oiseau dans Le Corbeau (2015) que le Docteur rectifie en disant qu'elle vit dans sa dernière seconde de vie comme montré dans l'épisode Montée en enfer (2015). Il continue avec Bill Potts, qui fut transformée en Cyberman par le Maître et Missy dans L'Éternité devant soi (2017) que le Docteur rectifie encore en disant que sa conscience a survécu comme montré dans l'épisode Le Docteur tombe (2017). Il mentionne ensuite les évènements du Flux (2021) où l'univers fut partiellement détruit.
- Le Fabricant de Jouets mentionne avoir joué avec une version du Maître ayant mis sa vie en gage, qu'il a malheureusement perdue, finissant enfermé dans la dent en or du Fabricant de Jouets, sachant que sa dernière apparition remonte à l'épisode Le Pouvoir du Docteur (2022) après sa défaite face au Treizième Docteur.
- Après avoir perdu face au Fabricant de Jouets, le Docteur mentionne qu'ils sont tout les deux gagnants car il a déjà gagné il y a longtemps dans The Celestial Toymaker (1966) les mettant à égalité.
- De retour à UNIT, le Docteur demande de laisser l'accès à Donna car elle est la sténo la plus rapide de Londres, comme déjà mentionné dans La Fin du voyage (2008).
- Le Fabricant de Jouets s'attaque à UNIT en faisant une sorte de spectacle sur la musique "Spice Up Your Life" des Spice Girls, faisant référence au Maître qui l'a déjà fait dans Que tapent les tambours (2007) avec la musique "Voodoo Child" de Rogue Traders et Le Pouvoir du Docteur (2022) avec "Rasputin" de Boney M.
- Le Docteur essaye de raisonner le Fabricant de Jouets et lui propose de partir avec lui pour jouer à l'infini, proposition qu'il avait déjà formulée de différentes manières à Harold Saxon dans Le Dernier Seigneur du temps (2007) ou encore à Davros dans La Fin du voyage (2008).
- Ce dernier dit également qu'ils pourraient être "célestes", faisant référence au nom du premier épisode où le Fabricant de Jouets est apparu The Celestial Toymaker (1966) et longtemps pensé comme étant son véritable nom.
- Le Fabricant de Jouets fait référence au jeu Tetris où le principe est d'aligner des briques les unes sur les autres. Cependant il interprète le principe des applis de rencontre, comme étant un jeu d'esprit / mental / psychique.
- Dans le fond de l'image, on peut apercevoir la Tour Shard, déjà apparue dans Enfermés dans la toile (2013).
- Lorsque le Fabricant de Jouets tire sur le Docteur, il mentionne avoir joué la première partie avec un autre Docteur, en référence aux évènements de The Celestial Toymaker (1966).
- Donna et Mel se tiennent au côté du Docteur, ce qui était déjà le cas lors de la semi-régénération du Docteur entre La Terre volée et La Fin du voyage (2008) concernant Donna et dans l'épisode Time and the Rani (1987) du côté de Mel.
- Au cours de la régénération, le Docteur explique qu'il ne meurt pas, chose qu'il a déjà dite à Wilfred Mott dans La Prophétie de Noël (2009).
- Quand Mel dit que chacun d'entre eux est fantastique, cela fait référence aux dernières phrases du Neuvième Docteur dans À la croisée des chemins (2005).
- Lors de la régénération, le Docteur dit, en VO, "Here we go again" qui as déjà été prononcé par le Brigadier dans Planet of the Spiders (1974) lors de la régénération du Troisième Docteur en Quatrième Docteur, mais également par Mme Vastra dans En apnée (2014) après que le Onzième Docteur s'est régénéré en Douzième Docteur.
- Le terme "Allons-y", expression souvent utilisée par le Dixième Docteur, est également réutilisé.
- Alors que la régénération semble ne pas aboutir, le Docteur demande à Donna et Mel de tirer en disant, en VO, "Feels different this time" que le Cinquième Docteur a déjà prononcé lors de sa régénération dans l'épisode The Caves of Androzani (1984) avant de devenir le Sixième Docteur.
- Trois "Quoi ?!" sont également mentionné, expression que le Dixième Docteur utilisait beaucoup lors de ses fins de saisons, mais aussi à la fin de l'épisode Les Enfants intemporels (2020) par le Treizième Docteur dans la prison et à la fin de l'épisode Le Pouvoir du Docteur (2022) par le fraîchement régénéré Quatorzième Docteur.
- Quand tout le monde quitte l'héliport de UNIT, la dent en or contenant le Maître est récupérée par une main, comme dans l'épisode Le Dernier Seigneur du temps (2007), ayant eu des conséquences uniquement dans La Prophétie de Noël (2009).
- Une fois dans le TARDIS, le Quatorzième et Quinzième Docteur échangent sur énormément de moments et personnages de leurs vies. À commencer par le Premier Docteur qui a rencontré le Fabricant de Jouets dans The Celestial Toymaker (1966). Le jugement dans Trial of a Timelord (1986), leur exil dans The War Games (1966), la Clé du Temps (1978-1979), Logopolis (1981). Puis la mort d'Adric dans Earthshock (1982), River Song déjà apparue pendant les ères du Dixième, Onzième et Douzième Docteur, la disparition de Sarah Jane apparue pendant les ères du Troisième, Quatrième et Dixième Docteur qui a été révélée dans le webisode Farewell, Sarah Jane (2020), Rose Tyler apparue pendant l'ère du Neuvième et Dixième Docteur condamnée dans un monde parallèle à la fin de l'épisode La Fin du voyage (2008). Ensuite au tour dans la Guerre du Temps souvent mentionnée durant la nouvelle ère de la série avant d'avoir une réponse dans l'épisode Le Jour du Docteur (2013), la Pandorica dans les épisodes La Pandorica s'ouvre, première et deuxième partie (2010) avec le Onzième Docteur et puis Mavic Chen apparu dans l'épisode The Daleks' Master Plan (1965-1966) mais aussi les Dieux du Ragnarök dans The Greatest Show in the Galaxy (1988-1989).
- Alors que le Quinzième Docteur s'apprête à filer à l'anglaise, le Quatorzième l'empêche comme dans l'épisode La Pandorica s'ouvre, deuxième partie (2010) où Amy empêche le Onzième Docteur de s'enfuir.
- Quand Mel demande où s'en va le nouveau Docteur, l'ancien Docteur réponds "Partout", faisant écho à la fin de l'épisode Résolution (2019) où le Treizième Docteur réponds la même chose à sa team TARDIS.
- Le Docteur mentionne une espèce qui ne parle que via des mouvements de sourcils, comme le Troisième Docteur dans Spearhead from Space (1970).
- Lorsque Wilfred Mott tire sur les taupes dans le fond du jardin, le Docteur répond qu'il leurs a donné un bouclier car il adore les taupes, sachant qu'en VO il dit "I love the moles", phrase que le Dixième Docteur a déjà prononcé dans le minisode Born Again (2005) en découvrant sa nouvelle incarnation.